# 1985 en science-fiction
| Années de la science-fiction : 1982 - 1983 - 1984 - 1985 - 1986 - 1987 - 1988    |
| Décennies de la science-fiction : 1950 - 1960 - 1970 - 1980 - 1990 - 2000 - 2010 |

L'année 1985 a été marquée, en matière de science-fiction, par les événements suivants.

## Naissances et décès

### Naissances
- 28 février : naissance fictive du personnage de John Connor, héros de la série Terminator.

### Décès
- 8 mai : Theodore Sturgeon, écrivain américain, mort à 67 ans.
- 24 novembre : René Barjavel, écrivain français, mort à 74 ans.

## Prix

### Prix Hugo
- Roman : Neuromancien (Neuromancer) par William Gibson
- Roman court : Frappez : Entrée ■ (PRESS ENTER ■) par John Varley
- Nouvelle longue : Enfants de sang (Bloodchild) par Octavia E. Butler
- Nouvelle courte : Les Sphères de cristal (The Crystal Spheres) par David Brin
- Livre non-fictif : Wonder's Child : My Life in Science Fiction par Jack Williamson
- Film ou série : 2010 : L'Année du premier contact, réalisé par Peter Hyams
- Éditeur professionnel : Terry Carr
- Artiste professionnel : Michael Whelan
- Magazine semi-professionnel : Locus, dirigé par Charles N. Brown
- Magazine amateur : File 770 (Mike Glyer, éd.)
- Écrivain amateur : Dave Langford
- Artiste amateur : Alexis Gilliland
- Prix Campbell : Lucius Shepard

### Prix Nebula
- Roman : La Stratégie Ender (Ender's Game) par Orson Scott Card
- Roman court : Voile vers Byzance (Sailing to Byzantium) par Robert Silverberg
- Nouvelle longue : Portrait de famille (Portraits of His Children) par George R. R. Martin
- Nouvelle courte : Les Visiteurs (Out of All Them Bright Stars) par Nancy Kress

### Prix Locus
- Roman de science-fiction : The Integral Trees par Larry Niven
- Roman de fantasy : Job : Une comédie de justice (Job, a Comedy of Justice) par Robert A. Heinlein
- Premier roman : Le Rivage oublié (The Wild Shore) par Kim Stanley Robinson
- Roman court : Frappez : entrée ■ (PRESS ENTER ■) par John Varley
- Nouvelle longue : Enfants de sang (Bloodchild) par Octavia E. Butler
- Nouvelle courte : Salvador (Salvador) par Lucius Shepard
- Recueil de nouvelles : The Ghost Light par Fritz Leiber
- Anthologie : Light Years and Dark par Michael Bishop, éd.
- Livre non-fictif ou de référence : Sleepless Nights in the Procrustean Bed par Harlan Ellison
- Magazine : Locus
- Maison d'édition : Ballantine Books / Del Rey Books
- Artiste : Michael Whelan

### Prix British Science Fiction
- Roman : L'Hiver d'Helliconia (Helliconia Winter) par Brian Aldiss
- Fiction courte : Cube Root par David Langford

### Prix E. E. Smith Memorial
- Lauréat : Jack Williamson

### Prix Seiun
- Roman japonais : Sentou yousei yukikaze par Chouhei Kanbayashi

### Prix Apollo
- La Citadelle de l'Autarque (The Citadel of the Autarch) par Gene Wolfe

### Grand prix de l'Imaginaire
- Roman francophone : Mémo par André Ruellan
- Nouvelle francophone : Un fils de Prométhée ou Frankenstein dévoilé par René Reouven

### Prix Kurd-Laßwitz
- Roman germanophone : Die Kälte des Weltraums par Herbert W. Franke

## Parutions littéraires

### Romans
- La Servante écarlate par Margaret Atwood.

### Anthologies et recueils de nouvelles
- Univers 1985
- Les Prêtres du psi par Frank Herbert.

## Sorties audiovisuelles

### Films
- Brazil par Terry Gilliam.
- Cocoon par Ron Howard.
- D.A.R.Y.L. par Simon Wincer.
- Enemy par Wolfgang Petersen.
- Explorers par Joe Dante.
- Mad Max : Au-delà du dôme du tonnerre par George Miller.
- Retour vers le futur par Robert Zemeckis.

### Téléfilms
- La Bataille d'Endor par Jim Wheat et Kim Wheat.

### Séries
- V : La série.